# Běh na lyžích na Zimních olympijských hrách 1992
Běh na lyžích na Zimních olympijských hrách 1992 v Albertville.

## Medailové pořadí zemí
| Pořadí | Země                 | Zlato | Stříbro | Bronz | Celkově |
| ------ | -------------------- | ----- | ------- | ----- | ------- |
| 1.     | Norsko (NOR)         | 5     | 3       | 1     | 9       |
| 2.     | Sjednocený tým (EUN) | 3     | 2       | 4     | 9       |
| 3.     | Itálie (ITA)         | 1     | 4       | 3     | 8       |
| 4.     | Finsko (FIN)         | 1     | 1       | 1     | 3       |
| 5.     | Švédsko (SWE)        | 0     | 0       | 1     | 1       |
|        | Celkem               | 10    | 10      | 10    | 30      |

## Medailisté

### Muži
| Disciplína        | Zlato                                                                         | Výkon     | Stříbro                                                                            | Výkon     | Bronz                                                                           | Výkon     |
| ----------------- | ----------------------------------------------------------------------------- | --------- | ---------------------------------------------------------------------------------- | --------- | ------------------------------------------------------------------------------- | --------- |
| 10 km klasicky    | Vegard Ulvang · Norsko (NOR)                                                  | 27:36,0   | Marco Albarello · Itálie (ITA)                                                     | 27:55,6   | Christer Majbäck · Švédsko (SWE)                                                | 27:56,4   |
| 30 km klasicky    | Vegard Ulvang · Norsko (NOR)                                                  | 1:22:27,8 | Bjørn Dæhlie · Norsko (NOR)                                                        | 1:23:14,0 | Terje Langli · Norsko (NOR)                                                     | 1:23:42,5 |
| 50 km volně       | Bjørn Dæhlie · Norsko (NOR)                                                   | 2:03:41,5 | Maurilio De Zolt · Itálie (ITA)                                                    | 2:04:39,1 | Giorgio Vanzetta · Itálie (ITA)                                                 | 2:06:42,1 |
| stíhací závod     | Bjørn Dæhlie · Norsko (NOR)                                                   | 1:05:37,9 | Vegard Ulvang · Norsko (NOR)                                                       | 1:06:31,3 | Giorgio Vanzetta · Itálie (ITA)                                                 | 1:06:32,3 |
| štafeta 4 × 10 km | Norsko (NOR) · Terje Langli · Vegard Ulvang · Kristen Skjeldal · Bjørn Dæhlie | 1:39:26,0 | Itálie (ITA) · Giuseppe Pulie · Marco Albarello · Giorgio Vanzetta · Silvio Fauner | 1:40:52,7 | Finsko (FIN) · Mika Kuusisto · Harri Kirvesniemi · Jari Räsänen · Jari Isometsä | 1:41:22,9 |

### Ženy
| Disciplína       | Zlato                                                                                              | Výkon     | Stříbro                                                                                             | Výkon     | Bronz                                                                                              | Výkon     |
| ---------------- | -------------------------------------------------------------------------------------------------- | --------- | --------------------------------------------------------------------------------------------------- | --------- | -------------------------------------------------------------------------------------------------- | --------- |
| 5 km klasicky    | Marjut Lukkarinenová · Finsko (FIN)                                                                | 14:13,8   | Ljubov Jegorovová · Sjednocený tým (EUN)                                                            | 14:14,7   | Jelena Välbeová · Sjednocený tým (EUN)                                                             | 14:22,7   |
| 15 km klasicky   | Ljubov Jegorovová · Sjednocený tým (EUN)                                                           | 42:20,8   | Marjut Lukkarinenová · Finsko (FIN)                                                                 | 43:29,9   | Jelena Välbeová · Sjednocený tým (EUN)                                                             | 43:42,3   |
| 30 km volně      | Stefania Belmondová · Itálie (ITA)                                                                 | 1:22:30,1 | Ljubov Jegorovová · Sjednocený tým (EUN)                                                            | 1:22:52,0 | Jelena Välbeová · Sjednocený tým (EUN)                                                             | 1:24:13,9 |
| stíhací závod    | Ljubov Jegorovová · Sjednocený tým (EUN)                                                           | 40:08,4   | Stefania Belmondová · Itálie (ITA)                                                                  | 40:44,0   | Jelena Välbeová · Sjednocený tým (EUN)                                                             | 40:52,7   |
| štafeta 4 × 5 km | Sjednocený tým (EUN) · Jelena Välbeová · Raisa Smetaninová · Larisa Lazutinová · Ljubov Jegorovová | 59:34,8   | Norsko (NOR) · Solveig Pedersenová · Inger Helene Nybråtenová · Trude Dybendahlová · Elin Nilsenová | 59:56,4   | Itálie (ITA) · Bice Vanzettaová · Manuela Di Centaová · Gabriella Paruzziová · Stefania Belmondová | 1:00:25,9 |